# Ivan Klíma

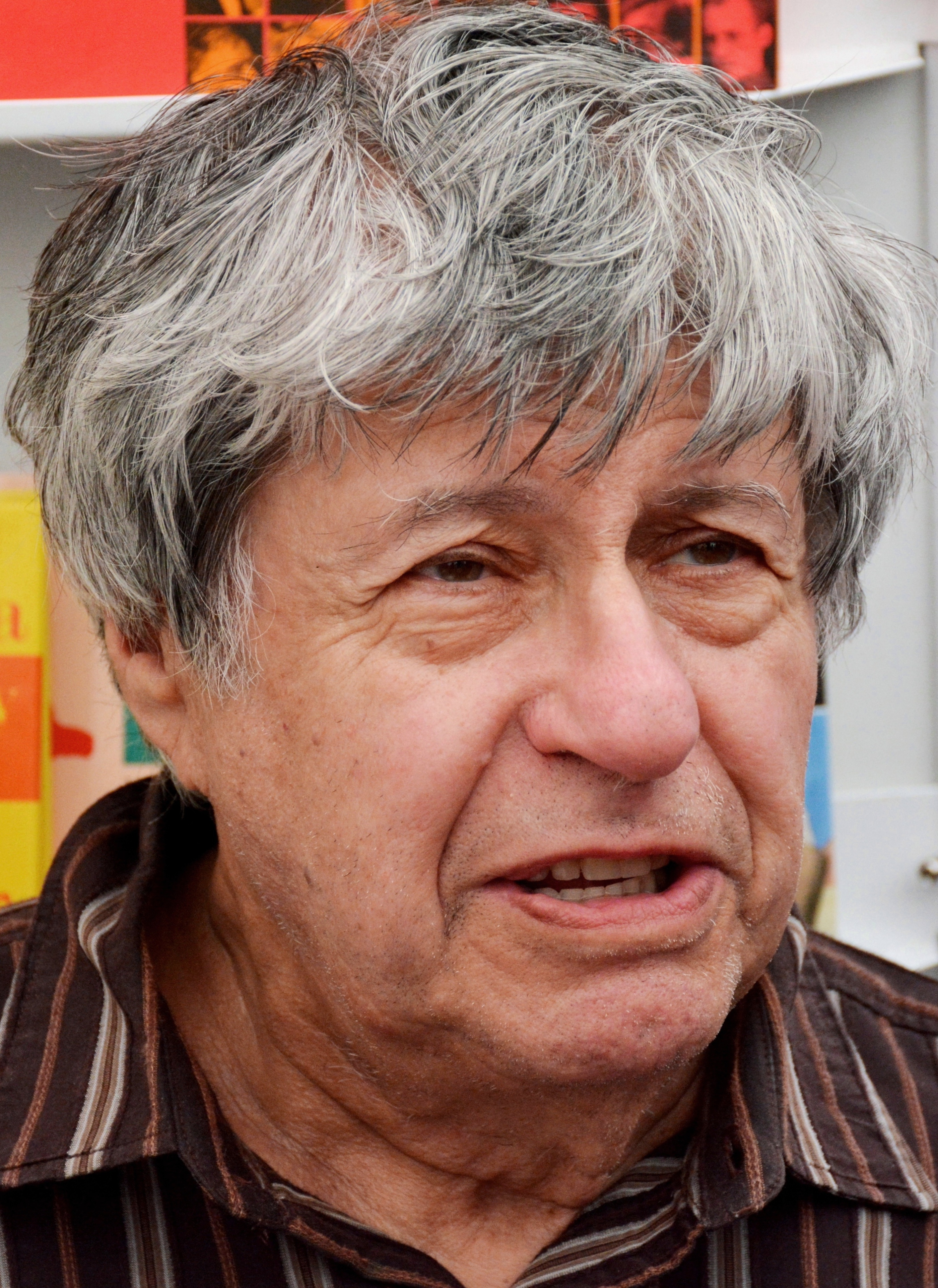
Ivan Klíma (2015)

Ivan Klíma (* 14. September 1931 in Prag, geboren als Ivan Kauders) ist ein tschechischer Schriftsteller.

## Leben
Ivan Kauders ist ein Sohn des Elektroingenieurs Wilhelm Kauders (1906–1985). Die Familie wurde 1942 aus rassistischen Gründen von der deutschen Besatzungsmacht im Ghetto Theresienstadt inhaftiert. Nach der Befreiung der Tschechoslowakei 1945 änderte sie ihren Namen. Nach seinem Studium war Ivan Klíma als Journalist und Lektor tätig, z. B. bei der später verbotenen Literaturzeitschrift Literárni listy. Im Anschluss an die Niederschlagung des Prager Frühlings 1968 erhielt Klíma Publikationsverbot. Schon ein Jahr zuvor war er wegen seiner kritischen Haltung aus der Kommunistischen Partei der Tschechoslowakei ausgeschlossen worden, in die er 1953 eingetreten war.
1969 ging Klíma für ein Semester als Dozent an die University of Michigan in Ann Arbor/USA. 1970 kehrte er wieder nach Prag zurück und verfasste hier fortan Theaterstücke und Romane, die wegen des Publikationsverbotes bis 1989 nur im Ausland erscheinen durften.
2002 wurde Klíma mit dem Franz-Kafka-Literaturpreis der Franz-Kafka-Gesellschaft in Prag ausgezeichnet.
Seine Bücher sind inzwischen in über 30 Sprachen übersetzt.

## Werke
- Stunde der Stille, Roman. (1963) Aus dem Tschechischen Maria Hammerich-Maier, Transit, Berlin 2012
- Die Geschworenen, Theaterstück (1969)
- Theaterstücke : mit begleitenden Reflexionen des Autors, (1971)
- Liebende für eine Nacht, Liebende für einen Tag, Erzählungen (1970)
- Richter in eigener Sache, Roman (1978)
- Ein Liebessommer, Roman (1973)
- Machtspiele, Roman (1977)
- Meine ersten Lieben, Roman (1981)
- Meine fröhlichen Morgen, (1983)
- Liebe und Müll, Roman (1988)
- Warten auf Dunkelheit, Warten auf Licht, Roman (1993)
- Liebesgespräche, Roman (1994)
- Die Menschen verstummten. In: Martin Doerry (Hrsg.): Nirgendwo und überall zu Haus. Gespräche mit Überlebenden des Holocaust DVA, München 2006, ISBN 3-421-04207-1 (auch als CD) S. 110–119.
- Der Gnadenrichter, Roman (1981)

## Verfilmungen
- 1979: Liebe einen Sommer lang (En kärleks sommar)

## Mitgliedschaften
- Obec spisovatelů (Tschechischer Schriftstellerverband)